# 헤메라

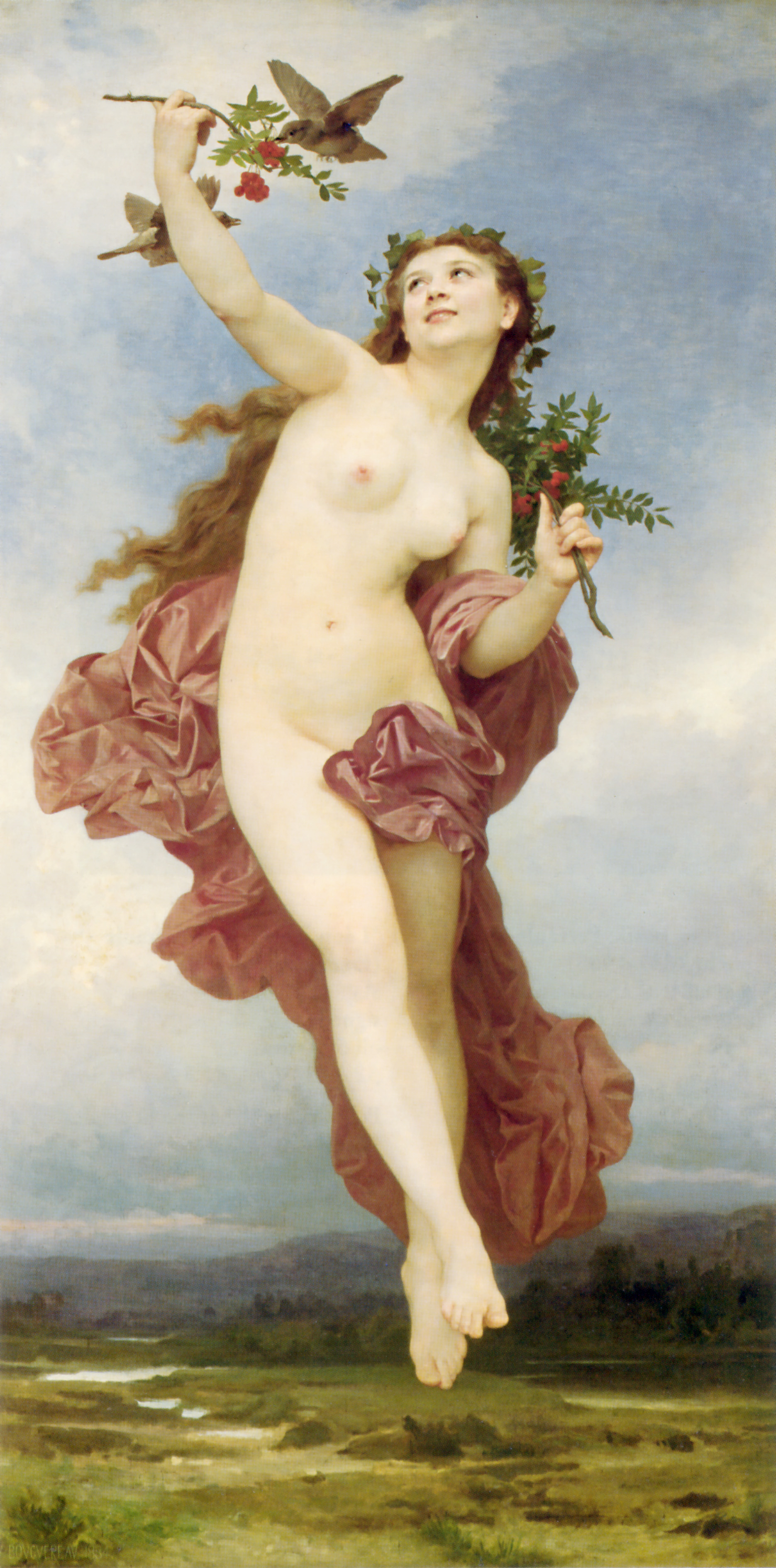

헤메라(그리스어: Ἡμέρα)는 그리스 신화의 태고의 신들, 프로토게노이 중 낮의 여신으로 '밤'에 대비되는 '낮'이 의인화 된 신이다.
헤시오도스의 《신통기》제124-125행에 따르면, 헤메라는 에레보스와 '밤의 여신' 닉스 사이에서 태어난 딸이다. 다른 전승에 따르면 헤메라는 닉스와 크로노스 사이의 딸이라고도 한다. 헤메라의 남편이자 남매지간인 아이테르 (밝고 맑은 창공의 신)와의 사이에서 탈라사 (바다의 여신의 원형)가 태어났다고 한다.
헤메라(낮)는 닉스(밤)가 들어오면 타르타로스를 떠나고 닉스가 떠나면 즉시 돌아온다.